# Abruzzi (higo)
Abruzzi es un cultivar de higuera de tipo higo común Ficus carica autofértil, bífera es decir con dos  cosechas por temporada las brevas de primavera-verano, y los higos de verano-otoño, de higos con epidermis con color de fondo violeta negro y sobre color ausente. Se localiza en la colección del National Californian Germplasm Repository - Davis en California.

## Sinonimia
- „DFIC 198“ [5][6]

## Historia
Según Robert Harper en Connecticut:« "Otro higo italiano muy dulce, viejo y resistente al frío. Parece ser resistente al frío aquí, en Connecticut. Pero, todavía lo estamos probando aquí, para ver exactamente qué tan resistente al frío es. Tiene el hábito de porte esparcido de algunos de los viejos higos italianos resistentes al frío, de los Apeninos-Abruzos. Ha sido cultivado y probado durante veinte años o más, para resistencia al frío en Ridgefield, Connecticut, por el autor y jardinero, Aldo Biagiotti. También se cultiva hasta el norte de la zona 5 en el estado de Nueva York, con cobertura. Necesita protección contra la lluvia mientras está madurando. Este higo fue mi favorito de 2013 por su sabor. Las pruebas de ADN han demostrado que está relacionado con 'Hardy Chicago', 'Sal’s EL' y 'Dark Portuguese'. Debería tener aproximadamente la misma resistencia al frío que esos tres. Tiene un perfil de sabor a higo similar al 'Marseilles Black' VS, pero con un sabor dulce más fuerte y complejo. Zona 6b / 6a?" ».
Esta variedad de higuera 'Abruzzi' está cultivada en el NCGR, Davis (National Californian Germplasm Repository - Davis) con el número 'DFIC 198' desde el 30 de septiembre de 2002, en que ingresó en el repositorio como un donativo de Smith, Duane, North County Heirloom Plant and Tree Conservancy. A quién a su vez le había sido donado por Aldo P. Biagiotti, un jardinero amateur de Ridgefield, Connecticut.

## Características
La higuera 'Abruzzi' es un árbol de tamaño grande, con un porte esparcido, muy vigoroso, muy fértil en la cosecha de higos. Es una variedad bífera de tipo higo común, de producción escasa de brevas y abundante de higos dulces.
Los higos son de tipo medio de unos 30 gramos, de forma esferoidal, con cuello muy corto; pedúnculo corto y grueso de color verde; su epidermis con color de fondo violeta negro y sobre color ausente; ostiolo de tamaño mediano que necesita protección cuando llueve; cavidad interna ausente con aquenios pequeños y numerosos: pulpa jugosa de color rojo oscuro, con un sabor muy dulce.

## El cultivo de la higuera
Los higos 'Abruzzi' tiende a madurar bien en climas más fríos, cuando otras variedades no; son aptos para la siembra con protección en USDA Hardiness Zones 5 a más cálida en el estado de Nueva York, su USDA Hardiness Zones óptima es de la 6 a la 10. Producirá mucha fruta durante la temporada de crecimiento. El fruto de este cultivar es de tamaño mediano, jugoso y muy dulce.